# Rivière Benoît
La rivière Benoît est un affluent de la rivière Savane, coulant dans le territoire non organisé de Mont-Valin, dans la municipalité régionale de comté (MRC) du Fjord-du-Saguenay, dans la région administrative de Saguenay–Lac-Saint-Jean, dans la province de Québec, au Canada. Cette rivière est située à la limite Ouest du territoire non organisé du Mont-Valin et dans la partie Nord de la MRC du Fjord-du-Saguenay,,.
La foresterie constitue la principale activité économique du secteur ; les activités récréotouristiques sont accessoires considérant l’éloignement géographique et le manque de routes d’accès.
La surface de la rivière Benoît est habituellement gelée de la fin novembre au début avril, toutefois la circulation sécuritaire sur la glace se fait généralement de la mi-décembre à la fin mars.

## Géographie
Les principaux bassins versants voisins de la rivière Benoît sont :
- côté Nord : rivière Savane, rivière Lerole, rivière Péribonka Est, rivière Péribonka, lac Courtois ;
- côté Est : lac à la Croix, lac Plétipi, rivière Falconio, rivière des Montagnes Blanches ;
- côté Sud : lac Piacouadie, rivière Savane, rivière Péribonka, rivière à Michel ;
- côté Ouest : rivière Savane, lac Natipi, rivière Péribonka, rivière Témiscamie[2].

La rivière Benoît prend sa source à l’embouchure d’un lac non identifié (longueur : 0,5 km ; altitude : 615 m) dans le territoire non organisé de Mont-Valin. L’embouchure de ce lac est située à :
- 5,1 km à l’Ouest du cours de la rivière Savane ;
- 12,8 km à l’Est du lac Courtois ;
- 16,1 km au Nord de l’embouchure de la rivière Benoît (confluence avec la rivière Savane) ;
- 23,7 km à l’Est du cours de la rivière Péribonka ;
- 30,7 km au Nord-Est du lac Natipi ;
- 62,2 km au Nord de l’embouchure de la rivière Savane (confluence avec la rivière Péribonka)[2],[5].

À partir de sa source, la rivière Benoît coule sur 20,8 km sur un dénivelé de 80 m entièrement en zone forestière, selon les segments suivants :
- 1,2 km vers le Sud, en traversant un petit lac (longueur : 0,7 km ; altitude : 612 m) jusqu’à son embouchure ;
- 7,8 km vers le Sud-Ouest, jusqu’à un ruisseau (venant du Nord-Est) ;
- 4,6 km vers le Sud, jusqu’à la rive Nord-Est d’un lac non identifié ;
- 2,7 km vers le Sud-Ouest, en traversant un lac non identifié (altitude : 543 km), jusqu’à son embouchure. Note : Ce lac reçoit du côté Nord-Ouest la décharge de quelques lacs ;
- 1,3 km vers l’Ouest, en traversant le lac Benoît (longueur : 9,1 m ; altitude : 543 km), jusqu’à son embouchure ;
- 3,2 km vers l’Ouest en formant une boucle vers le Nord en fin de segment, jusqu’à son embouchure[2].

La rivière Benoît se déverse dans une courbe de rivière sur la rive Est de la rivière Savane. Cette embouchure est située :
- 18,1 km à l’Est du cours de la rivière Péribonka ;
- 12,3 km au Sud-Est du lac Courtois ;
- 15,0 km au Nord-Est d’une baie de la rive Nord du lac Natipi ;
- 26,5 km à l’Ouest du cours de la rivière des Montagnes Blanches ;
- 47,7 km au Nord de l’embouchure de la rivière Savane ;
- 62,4 km au Sud-Ouest d’une baie du lac Plétipi ;
- 93,3 km au Nord de l’embouchure du lac Onistagane lequel est traversé par la rivière Péribonka ;
- 182,3 km au Nord-Ouest de l’embouchure du lac Péribonka ;
- 317 km au Nord de l’embouchure de la rivière Péribonka (confluence avec le lac Saint-Jean)[2].

À partir de l’embouchure de la rivière Benoît, le courant descend le cours de la rivière Savane sur 67,2 km vers le Sud-Ouest, le cours de la rivière Péribonka sur 436,3 km vers le Sud, traverse le lac Saint-Jean sur 29,3 km vers l’Est, puis emprunte sur 155 km le cours de la rivière Saguenay vers l’Est jusqu'à la hauteur de Tadoussac où il conflue avec le fleuve Saint-Laurent.

## Toponymie
Le terme « Benoît » constitue un prénom et un patronyme de famille d’origine française.
Le toponyme de « rivière Benoît » a été officialisé le 5 décembre 1968 à la Banque des noms de lieux de la Commission de toponymie du Québec.